# Гута-Добрынь
Гута-Добрынь (укр. Гута-Добринь) — село на Украине, находится в Иршанской поселковой общине Житомирской области.
Население по переписи 2001 года составляет 96 человек. Почтовый индекс — 12112. Телефонный код — 4145. Занимает площадь 7,43 км².